# Cmentarz przy ulicy Sienkiewicza w Żywcu
Cmentarz przy ulicy Sienkiewicza w Żywcu – cmentarz w Żywcu, w dzielnicy Śródmieście.
Cmentarz powstał wokół kościoła św. Marka, od początku XX wieku pozostaje zamknięty, jednak ostatni pochówek odbył się w 1957.
W 1584 na terenie późniejszego cmentarza postawiono kapliczkę, tzw. Mękę Pańską. Z czasem w jej pobliżu zaczęto chować zmarłych na zarazę. W 1591 w pobliżu kapliczki zbudowano drewniany kościół wotywny. Po wygaśnięciu zarazy przez pewien czas cmentarz św. Marka był miejscem pochówku ludzi ubogich i niższego stanu; zatracił ten charakter z początkiem XIX w. Pod koniec XVIII w. doprowadzono do niego bitą drogę. W 1885 w miejsce drewnianego kościoła wystawiono murowany. W 1905 teren cmentarza został poszerzony i ogrodzony. Od około 1912 cmentarz pozostaje nieczynny.
Na cmentarzu pochowanych jest wielu żywieckich mieszczan, a także osoby zasłużone dla miasta i powiatu, m.in.:
- ks. Tomasz Czapela – proboszcz parafii w Ślemieniu, wicedziekan dekanatu suskiego[3]
- Wiktor Idziński (epitafium) – lekarz, marszałek Rady Powiatowej w Żywcu, jeden z założycieli żywieckiego Szpitala Powszechnego[3]
- Władysław Nowotarski – dyrektor szkoły męskiej w Żywcu, później powiatowy inspektor oświaty, związany z Towarzystwem Sportowym "Sokół", Towarzystwem Szkoły Ludowej, redakcją czasopisma "Gronie" i związkami młodzieży wiejskiej[3].

Znajduje się tu neogotycka kaplica grobowa księdza Tomasza Czapeli z 1907. Została zbudowana na planie prostokąta, przekryta  dachem, pokrytym dachówką. Po bokach kaplicy znajdują się rynny zakończone tzw.  rzygaczami w formie smoków. Jej frontową stronę zdobi ogromny portal wejściowy, zwieńczony ostrym łukiem i bogato zdobiony. Nad wejściem umieszczona została tablica z cytatem z Pisma Świętego, a w ścianach bocznych znajdują się dwa okna z witrażami. Wnętrze budynku zostało nakryte sklepieniem krzyżowym, w narożnikach umieszczono półkolumny w stylu korynckim. We wnętrzu znajduje się pochodzący z późniejszych lat ołtarz z obrazem „Serce Jezusa”.
Ponadto na cmentarzu położona jest zbiorowa mogiła ośmiu żołnierzy, którzy zginęli w 1892 roku podczas manewrów w Moszczanicy. W latach 1944/1945 na cmentarzu pochowanych zostało kilku żołnierzy niemieckich.